# Дерюжинский, Владимир Фёдорович
Владимир Фёдорович Дерюжинский (1861—1920) — русский правовед и публицист, профессор полицейского права; сенатор, тайный советник.
Брат Сергея и Николая Дерюжинских; отец скульптора Глеба Дерюжинского.

## Биография
Родился 27 марта 1861 года[по какому календарю?] в Смоленске — сын губернского прокурора Фёдора Тимофеевича Дерюжинского (из белорусской шляхты) и его жены Екатерины Николаевны,
принадлежавшей к столбовому дворянскому роду Муромцевых. Троюродный брат Веры Буниной (жена писателя) и Натальи Ильиной (жена философа Ивана Ильина). Женился на Софье Антоновне Арцимович, дочери сенатора А. А. Арцимовича.
В 1878 году окончил Смоленскую гимназию, в 1883 году — юридический факультет Московского университета со степенью кандидата прав. Был оставлен при университете по кафедре полицейского права на два года; в 1884—1885 годах находился за границей, где занимался изучением правовых вопросов в Парижском и Гейдельбергском университетах. В 1884 году перевёл (совместно с г. Аммоном) книгу Мэна «Древний закон и обычай».
По возвращении в Россию, Дерюжинский был назначен приват-доцентом Московского университета; в 1886 году преподавал студентам общий курс административного (полицейского) права, а с 1889 года вёл ряд специальных курсов по различным разделам того же предмета.
В 1891 году был назначен исполняющим обязанности экстраординарного профессора полицейского права в Юрьевском (Дерптском) университете.
В 1895 году назначен редактором «Журнала министерства юстиции» и преподавателем полицейского права в Императорском Александровском лицее. Также, в течение одного учебного года, читал лекции полицейского права в Военно-юридической академии.
В мае 1896 года в Харьковском университете защитил магистерскую диссертацию под названием: «Habeas corpus акт и его приостановка по английскому праву. Очерк основных гарантий личной свободы в Англии и их временного ограничения» (напечатана в 1895 году в Юрьеве) и утверждён в степени магистра полицейского права.
С 1897 года редактировал журнал «Трудовая помощь», который издавался в петроградской государственной типографии Комитетом попечительства. В мае 1917 года Дерюжинский  подал в отставку, сославшись на недостаток времени и предложив назначить новым редактором В. Н. Половцеву.
В 1900 году Дерюжинский стал членом только что созданного Российского общества защиты женщин под председательством принцессы Евгении Максимилиановны Ольденбургской.
С 1902 по 1916 год был исполняющим должность экстраординарного профессора юридического факультета Санкт-Петербургского университета по кафедре полицейского права; 1 января 1905 года был произведён в действительные статские советники.
В мае 1917 года тайный советник Владимир Фёдорович Дерюжинский Временным правительством был назначен сенатором. После октябрьского переворота 1917 года семью Дерюжинского разбросало по миру: В. Ф. Дерюжинский с дочерью остался в Советской России, жена с сыном Борисом оказались в Копенгагене, а сын Глеб перебрался в США, где продемонстрировал огромный талант скульптора. Получив хорошие гонорары, он оформил бумаги, позволяющие отцу и сестре приехать к нему в Соединённые Штаты Америки, но 21 декабря 1920 года в лагере русских беженцев Беюк-Дере (Турция) Владимир Фёдорович Дерюжинский умер от тифа, так и не доехав до Америки.